# Turkmenen (Irak)

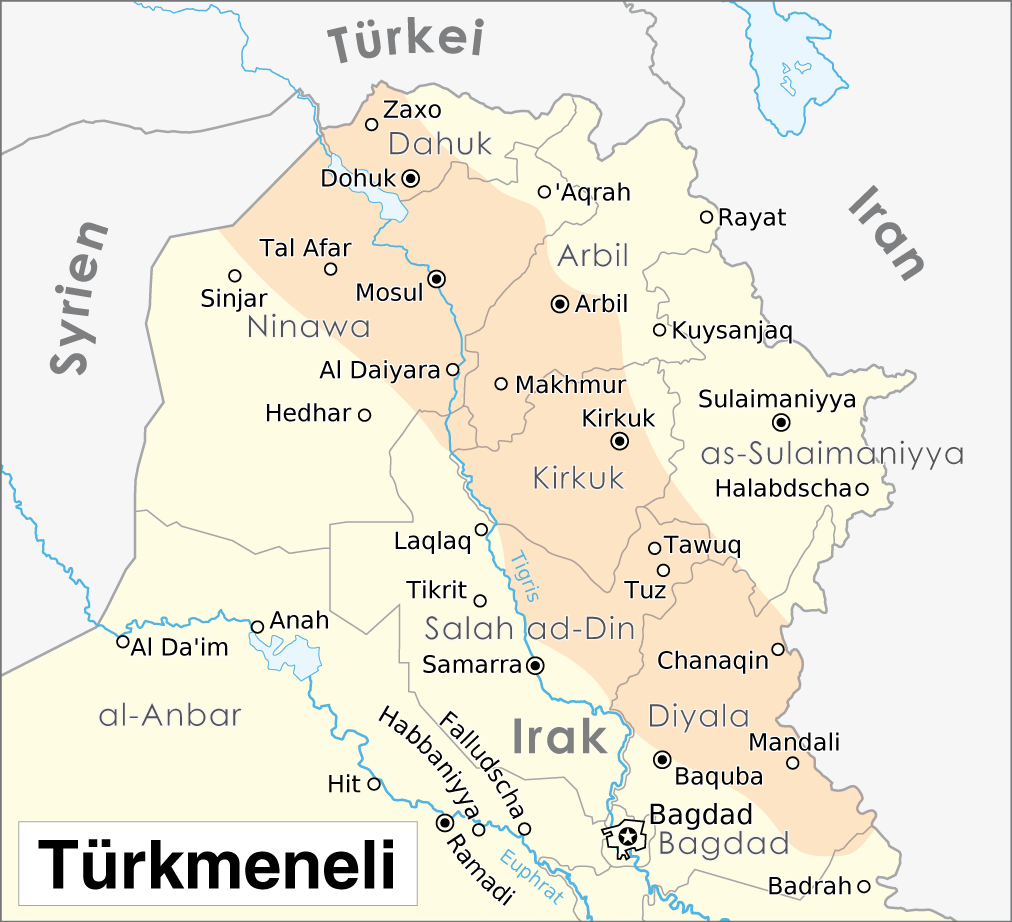
Das Hauptsiedlungsgebiet der irakischen Turkmenen.

Die Turkmenen oder Turkomanen des Irak sind eine turksprachige Ethnie im Staatsgebiet des heutigen Irak, die den Turkmenen/Turkomanen Vorderasiens zuzurechnen sind. Sie sind mit geschätzten 5 % bzw. gemäß der Volkszählung von 1958 mit 9 % nach Arabern und Kurden die drittgrößte Ethnie im Irak. Momentan leben nach turkmenischen Angaben 2,5 Millionen Turkmenen im Irak und Syrien (Turkmenen in Syrien), deren Zahl aber aufgrund von Flucht, Terror und Krieg vermindert werden. Die Hauptstädte der Turkmenen des Irak sind Kirkuk und Mossul. Die irakischen Turkmenen sprechen mehrere Dialekte, die von einigen Autoren als irakisch-türkisch bezeichnet werden und von anderen dem südaserbeidschanischen zugerechnet werden. Als Schriftsprache verwenden sie das heutige Türkei-Türkische. Die irakischen Turkmenen teilen sich ungefähr in gleichen Teilen auf sunnitische und schiitische Muslime auf. Unter den Schiiten gibt es auch alevitische Gemeinschaften.
Es besteht trotz der Namensgebung keine unmittelbare Verbindung mit dem modernen Staat Turkmenistan.

## Siedlungsgebiet

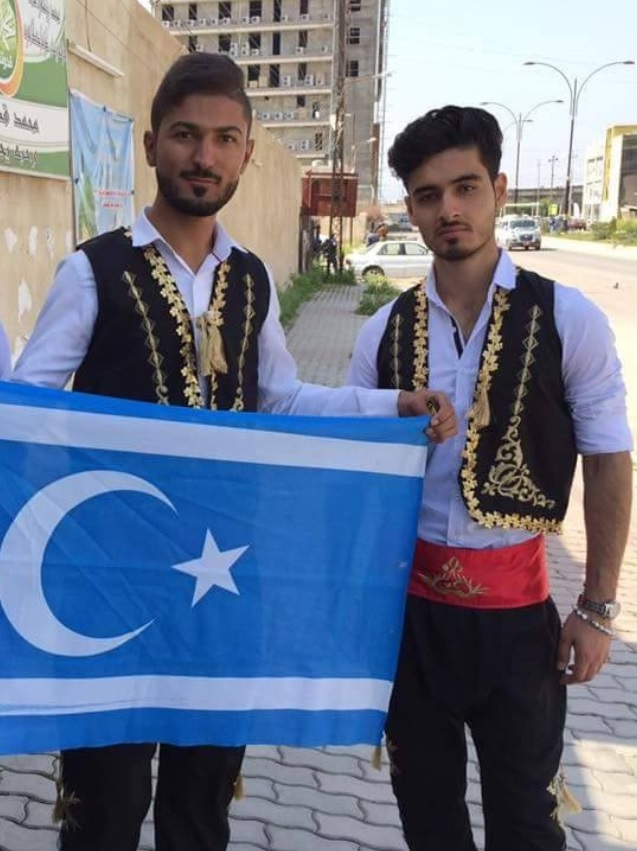
Irakische turkmenische Volkstänzer.

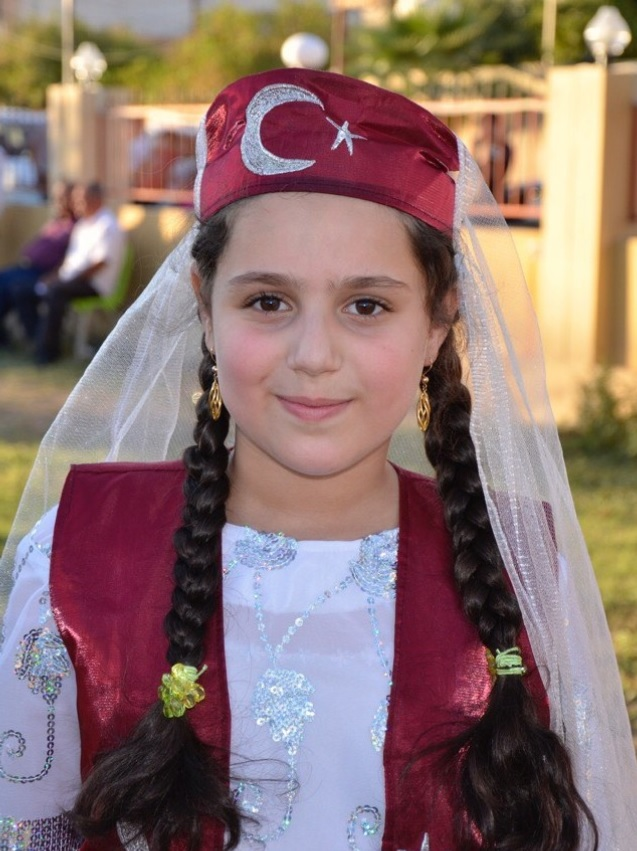
Irakisches turkmenisches Mädchen im traditionellen türkischen Kostüm.

Die Turkmenen bezeichnen ihr Siedlungsgebiet im Nordirak als Türkmeneli („Land der Turkmenen“). Die Stadt mit einem großen turkmenischen Bevölkerungsanteil ist Kirkuk. Das Heimatgebiet der lange unterdrückten türkischen Bevölkerung des Irak wurde von der Weltöffentlichkeit lange Zeit als der „kurdische Teil des Irak“ wahrgenommen. Obwohl die Deklaration von 1932 zur Unabhängigkeit des Irak den Turkmenen und den Kurden denselben gesetzlichen Status zuerkannt hatte, verlieh Saddam Husseins Baath-Partei den Kurden den Status einer Gründernation (vgl. auch Autonome Region Kurdistan), die Turkmenen versetzte sie dagegen in den Minderheitsstatus zurück. Türkmeneli erstreckt sich von der nordwestlichen Stadt Zaxo im Gouvernement Dahuk nahe der irakisch-türkischen Grenze in Form eines Streifen bis zur südöstlichen Stadt Mandali im Gouvernement Diyala nahe der irakisch-iranischen Grenze. Das Gebiet ist mit etwa 90.000 Quadratkilometern etwas größer als Bayern, und im gesamten Gebiet leben etwa sechs Millionen Menschen. Laut britischen Quellen war die Bevölkerung Erbils in 1919 noch mehrheitlich turkmenisch und nicht kurdisch.

### Bevölkerung Türkmenelis
In Türkmeneli stellen die Kurden die größte ethnische Gruppe dar. Die zweitgrößte Ethnie bilden Turkomanen. Rund 80 % der etwa 2 Millionen irakischen Turkomanen leben in Türkmeneli. Des Weiteren gibt es Araber und Assyrer, die überwiegend im Süden Türkmenelis wohnen. Die Turkomanen stellen vor allem in den Großstädten Tal Afar mit etwa 200.000 Personen, in Kirkuk mit etwa 150.000 Personen sowie in Arbil und Mosul mit etwa je 100.000 Personen bedeutende Minderheiten dar. Die Kurden sprechen verschiedene kurdische Dialekte wie Kurmandschi, Sorani und Südkurdisch. Die Turkomanen dagegen sprechen aserbaidschanische Dialekte und verwenden das Türkei-Türkische als Schriftsprache. Die Assyrer sprechen gewöhnlich neuaramäische Dialekte. Alle ethnische Gruppen beherrschen neben ihrer Muttersprache in der Regel  auch die arabische Sprache.

## Geschichte

Flagge der Turkomanen

Die einst vollnomadischen Turkmenen bildeten sich etwa im 10. Jahrhundert in Zentralasien aus. Ab dem 11. Jahrhundert eroberten die oghusischen Turkmenen Persien, Teile Anatoliens sowie Mesopotamiens und bildeten das Großreich der Seldschuken. Der Aufstieg der Turkmenen im 14. Jahrhundert hängt mit dem Verfall jeglicher staatlichen Autorität nach dem Untergang der Ilchane zusammen. Unter Uzun Hasan (reg. 1453–1478) kam es zum Aufstieg und zur Glanzzeit der Aq Qoyunlu, einer turkmenischen Stammesföderation, nachdem er 1467 die Qara Qoyunlu unter Dschahan Schah vernichtend geschlagen und deren Reich im Iran, Aserbaidschan und dem Irak erobert hatte. Zu seiner Zeit reichten die Grenzen des Reiches vom Kaspischen Meere bis Syrien und von Aserbaidschan bis Bagdad. In den folgenden Jahrhunderten lebten die Turkmenen unter safawidischer und osmanischer Herrschaft.

### Gründung des Staates Irak
Im 20. Jahrhundert wurde die Bevölkerung Türkmenelis zum Opfer etlicher Massaker. Überwiegend betroffen waren die Assyrer und Turkomanen. Beim Levi-Massaker am 4. Mai 1924 wurden nahezu 100 Turkomanen bei einer Auseinandersetzung mit Assyrern im Basar von Kirkuk von britischen Soldaten getötet. 1933 wurden beim Massaker von Semile mehrere Tausend Assyrer in verschiedenen Dörfern Nordiraks umgebracht. Das besonders betroffene Dorf Semile wurde Namensgeber des Massakers. Am 14. Juli 1959 kam es bei den Feierlichkeiten zum ersten Jahrestag des Sturzes der irakischen Monarchie in Kirkuk zu Zusammenstößen zwischen den Volksgruppen, bei denen es viele Tote unter der
Stadtbevölkerung gab. Die turkmenischen Parteien gedenken an diesem Tag. Das Altin Köprü-Massaker war das zweite große Massaker an Turkomanen und ereignete sich am 28. März 1991 im Dorf Altin Köprü, das zwischen den Städten Kirkuk und Arbil liegt. Dabei kamen 102 Bewohner ums Leben.
Seit Anfang der 1900er Jahre ist die Mosul-Frage ein besonderer Anlass für ethnische Konflikte zwischen Arabern, Kurden und Turkomanen, da Mossul und dessen Umland wegen seiner Erdölvorkommen von Bedeutung ist. Nach der Besetzung des Irak 2003 war Türkmeneli größtenteils von den Streitkräften der Vereinigten Staaten und ein kleiner Teil von den Polnischen Streitkräften besetzt. Der grundlegende Streit um die Zugehörigkeit von verschiedenen Gebieten mit signifikanten turkmenischen Anteilen führte über die Jahre oft zu Krisen zwischen der kurdischen Regionalregierung und den Turkmenen. Als 2014 die Irakkrise ausbrach, eroberte der IS große Gebiete im Nordirak. Turkmenische Städte wie Tal Afar wurden erobert und andere Orte wie Kirkuk, Tuz Churmatu und Amerli bedroht bzw. belagert. Die schiitischen Turkmenen litten sehr unter dem IS, der eine salafistisch-sunnitische Ideologie propagierte. Die schiitischen Turkmenen organisierten sich für die Rückeroberung in der irakischen Armee oder der Miliz al-Haschd asch-Schaʿbī.

### Politik
Die Turkmenen sind in verschiedenen Parteien organisiert, die teils auf ethnischen und teils auf religiösen Prinzipien ruhen. Daneben gibt es turkmenische Parteien, die der irakischen Zentralregierung in Bagdad nahe stehen und welche, die die kurdische Regionalregierung unterstützen. Andere wiederum machen spezifisch turkmenische Politik und werden wie die Turkmenenfront des Irak von der Türkei unterstützt. Die „Spaltung“ der Turkmenen zeigte sich auf in den letzten Jahren im Kampf gegen den IS, wo die Turkmenen als Teil von verschiedenen Armeen und Milizen kämpften.

## Bekannte irakische Turkmenen
- Ali Adnan (* 1993), Fußballspieler
- Arschad Salihi (* 1959), Politiker
- İhsan Doğramacı (* 1915; † 2010), Professor und Doktor der Medizin
- Sa'd ad-Din Arkidsch (* 1948), irakischer Politiker